# Victoria Dixon
Pour les articles homonymes, voir Dixon.
Victoria Jane Dixon, née le 5 août 1959 à Ormskirk, est une joueuse britannique de hockey sur gazon.

## Carrière
Victoria Dixon est étudiante à l'université de Cambridge, où elle évolue dans l'équipe de hockey. Elle joue ensuite pour le Saffron Walden Hockey Club avant de rejoindre le Ipswich Hockey Club. En parallèle de sa carrière sportive, elle enseigne les mathématiques au niveau secondaire à Cambridge.
Elle fait partie de l'équipe de Grande-Bretagne de hockey sur gazon féminin terminant huitième des Jeux olympiques de 1988 à Séoul et de celle médaillée de bronze des Jeux olympiques de 1992 à Barcelone.